# 보건 도표
리 군론에서 보건 도표(Vogan圖表, 영어: Vogan diagram 보건 다이어그램[*])는 실수 반단순 리 대수에 대응되는 일종의 그래프이다. 복소수 반단순 리 대수를 분류하는 딘킨 도표에 데이터를 추가한 것이다. 구체적으로, 일부 꼭짓점은 검게 칠해져 있으며, 일부 흰 꼭짓점의 쌍은 선으로 이어져 있다.

## 정의
다음이 주어졌다고 하자.
- 실수 반단순 리 대수 {\displaystyle {\mathfrak {g}}}. 그 복소화를 {\displaystyle {\mathfrak {g}}^{\mathbb {C} }}로 표기하자.
- {\displaystyle {\mathfrak {g}}}의 카르탕 대합 {\displaystyle \theta \colon {\mathfrak {g}}\to {\mathfrak {g}}}. 이에 따라 카르탕 분해 {\displaystyle {\mathfrak {g}}={\mathfrak {k}}\oplus {\mathfrak {p}}}를 정의할 수 있다.
- {\displaystyle \theta }-안정 극대 콤팩트 카르탕 부분 대수 {\displaystyle {\mathfrak {h}}={\mathfrak {t}}\oplus {\mathfrak {a}}\subseteq \mathbb {g} }와 그 복소화 {\displaystyle {\mathfrak {h}}^{\mathbb {C} }\subseteq {\mathfrak {g}}^{\mathbb {C} }}
- {\displaystyle ({\mathfrak {g}}^{\mathbb {C} },{\mathfrak {h}}^{\mathbb {C} })}의 근계 {\displaystyle \Delta } 속의, 양근의 선택 {\displaystyle \Delta ^{+}\subseteq \Delta }. 또한, 이에 정의되는 전순서 아래 항상 {\displaystyle \mathrm {i} {\mathfrak {t}}}가 {\displaystyle {\mathfrak {a}}}보다 먼저 등장한다고 하자.

그렇다면, {\displaystyle \theta }는 {\displaystyle \Delta ^{+}} 위에 작용하며, 이는 크기 1 또는 2의 궤도들을 정의한다. 이 경우,
- 허수 단순근들은 크기 1의 궤도를 갖는다 ({\displaystyle \theta }의 작용의 고정점이다).
- {\displaystyle \Delta ^{+}}의 선택에 따라 실수 단순근은 존재하지 않는다.
- 복소수 단순근들은 크기 2의 궤도를 갖는다.

이 데이터에 대응되는 보건 도표는 다음과 같은 데이터로 구성된다.
- {\displaystyle \Delta ^{+}}의 딘킨 도표 {\displaystyle \Gamma }. 이는 {\displaystyle \operatorname {V} (\Gamma )=\Delta ^{+}}인 유한 그래프이며, 각 변에는 양의 정수 무게 {\displaystyle \operatorname {E} (\Gamma )\to \mathbb {N} }가 주어져 있으며, 이 무게가 양수인 변에는 방향이 주어져 있다.
- {\displaystyle \operatorname {V} (\Gamma )}의, {\displaystyle \theta }에 대한 궤도들로의 분할. 흔히, 크기 2의 궤도의 경우 두 꼭짓점들을 선으로 이으며, 크기 1의 궤도는 따로 표시하지 않는다.
- {\displaystyle \theta }에 대한 크기 1의 궤도에 대하여, 콤팩트 근인지 여부. 흔히, 비콤팩트 근을 검게 칠하고, 콤팩트 근을 희게 칠한다.

### 추상적 보건 도표
추상적 보건 도표는 다음과 같은 데이터로 주어진다.
- 딘킨 도표 {\displaystyle \Gamma }
- {\displaystyle \Gamma } 위의, {\displaystyle \operatorname {Cyc} (2)=\langle \theta |\theta ^{2}=1\rangle } 작용
- {\displaystyle \theta }의 고정점 가운데, 특별한 부분 집합 (“검은 꼭짓점”).

모든 추상 보건 도표는 항상 실수 반단순 리 대수의 보건 도표로 실현될 수 있다.:403, Theorem 6.88

## 성질
서로 다른 보건 도표가 같은 실수 반단순 리 대수에 대응될 수 있으며, 이 경우 두 보건 도표가 서로 동치라고 하자. 임의의 보건 도표에 대하여, 이와 동치이며, 하나 이하의 검은 꼭짓점만을 갖는 보건 도표를 찾을 수 있다.:409, Theorem 6.96
아무 꼭짓점이 칠해지지 않으며, {\displaystyle \theta }의 작용이 자명한 경우, 이에 대응되는 실수 반단순 리 대수는 콤팩트 형태이다.

## 예
{\displaystyle {\mathsf {A}}_{n}={\mathfrak {sl}}(n+1;\mathbb {C} )} 딘킨 도표를 생각하자.
{\displaystyle \underbrace {\circ -\circ -\dotsb -\circ } _{n}}
각 꼭짓점에 대하여, 이를 칠하면 얻어지는 실수 리 대수는 다음과 같다.
{\displaystyle {\underset {{\mathfrak {su}}(1,n)}{\circ }}-{\underset {{\mathfrak {su}}(2,n-1)}{\circ }}-\dotsb -{\underset {{\mathfrak {su}}(n,1)}{\circ }}}
마찬가지로, {\displaystyle {\mathsf {A}}_{n}={\mathsf {A}}_{2k}}에서, {\displaystyle \theta }가 자명하지 않게 작용한다고 하자.
{\displaystyle ({\begin{matrix}\overbrace {\circ -\circ -\dotsb -\circ } ^{k}\\\underbrace {\circ -\circ -\dotsb -\circ } _{k}\\\end{matrix}}}
이는 {\displaystyle {\mathfrak {sl}}(n+1;\mathbb {R} )}에 대응한다.

## 역사
미국의 수학자 데이비드 알렉산더 보건(영어: David Alexander Vogan, 1954~)이 도입하였다.